# 荊溪湛然
荊溪湛然（711年—782年），俗姓戚，法號湛然，人稱荊溪尊者、荊溪湛然，常州晋陵荆溪（今江苏宜兴）人，唐朝天台宗高僧，為天台宗九祖，尊称妙乐大師。
北宋開寶年間，吳越王錢氏追諡「圓通尊者」之號。

## 生平
其家世業儒而獨好佛法，17歲從金華方巖大師受天台止观，20岁入左溪玄朗门下，研习天台宗教義。天寶七年（748），年38岁，于宜兴净乐寺出家寺，又至越州從曇一律師學律，後於吴郡开元寺讲《摩诃止观》。天寶十三年（754），玄朗圓寂，師於東南一帶弘揚台宗教法。先在江蘇武進縣一帶弘法，後遷居天台山國清寺。其主要思想为“无情有性”，即草石等无情之物亦有佛性。唐德宗建中三年（782），示寂於佛隴道場，世壽72，法臘43，弟子梁肅為撰碑銘。

## 法嗣

### 師承
- 左溪玄朗

### 弟子
其门下弟子有道邃、普门、元皓、行满、智度、法颙等人。

## 著作
著作有《法華玄義釋籤》、《法华文句记》、《法華經大意》、《止观辅行传弘决》、《止觀輔行搜要記》、《止观大意》、《法華五百問論》、《金剛錍》、《十不二门》、《略維摩疏》、《維摩疏記》、《止觀義例》、《止觀文句》、《始終心要》等。

## 延伸阅读
- 賴永海. . 東大圖書公司. 1993年. ISBN 9789571914473 （中文（繁體））.